# 山内万寿治

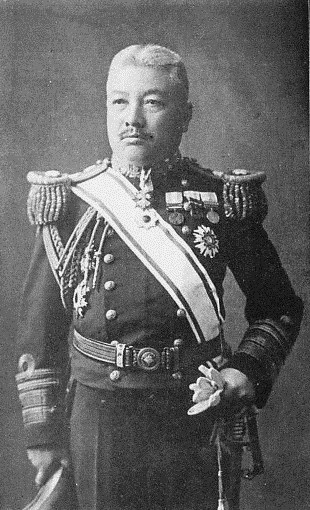
山内万寿治

山内 万寿治（やまのうち ますじ、1860年4月19日〈万延元年3月29日〉 - 1919年〈大正8年〉9月18日）は、日本の海軍軍人、華族。海兵6期首席。最終階級は海軍中将。爵位は男爵。

## 経歴
広島藩士、山内仁右衛門の二男として生まれる。1879年7月、海軍兵学校（6期）首席卒業。1882年9月、海軍少尉任官。同期に斎藤実、坂本俊篤がいる。欧米各国留学、「松島」回航委員、造兵廠検査官兼造兵監督官（英国出張）、仮呉兵器製造所長、呉造兵廠長などを歴任し呉海軍工廠の立ち上げに尽力。
日清戦争開戦直後には一少佐でありながら当時の海軍大臣であった西郷従道陸軍中将に同行して当時の内閣総理大臣であった伊藤博文の広島宿舎に伺候し深夜まで造兵施設設置が急務である旨を力説し「予算上到底無理だ」という伊藤博文と激論となった。呉の造兵施設拡充は後に予算を認められ着手された。
1902年5月、海軍少将に進級。
呉鎮守府艦政部長を経て、日露戦争では呉海軍工廠長として装甲巡洋艦の建造を主張、監督して主力艦国産化への道を拓いた。1905年11月、海軍中将となり呉鎮守府長官。現役将官が民間企業の顧問となるのは極めて異例であったが日本製鋼所の設立に際して海軍から顧問として参画、兵器国産化に尽力した。1910年7月15日、予備役に編入。翌日7月16日、貴族院勅選議員に任じられた。その後、日本製鋼所会長となった。また、1907年9月、男爵を叙爵し華族となる。
太平洋戦争においても小型特殊艦艇の主砲として多数の5cm砲、6cm砲が実戦に供された山内式速射砲の考案者としても知られ、日本海軍兵装の向上にも貢献したが、1915年6月3日、シーメンス事件に連座し免官となった。
また、日本に於ける地熱発電の開拓者としても知られ、将来の石油・石炭枯渇に備え代替熱源として地熱利用を研究。1919年に大分県別府市で地熱用噴気孔の掘削に成功し、これを引き継いだ東京電灯研究所長・太刀川平治が1925年に出力1.12kWの実験発電に成功した。墓所は青山霊園。

## 栄典
位階
- 1882年（明治15年）10月31日 - 正八位[8]
- 1884年（明治17年）3月29日 - 従七位[8][9]
- 1890年（明治23年）1月17日 - 正七位[8][10]
- 1894年（明治27年）2月28日 - 従六位[8][11]
- 1898年（明治31年）
  - 2月19日 - 正六位[8][12]
  - 4月16日 - 従五位[8][13]
- 1902年（明治35年）10月20日 - 正五位[8][14]
- 1905年（明治38年）11月30日 - 従四位[15]
- 1907年（明治40年）12月27日 - 正四位[16]
- 1910年（明治43年）8月10日 - 従三位[17]

勲章等
- 1892年（明治25年）12月17日 - 勲五等双光旭日章[8][18]
- 1895年（明治28年）
  - 11月12日 - 勲四等旭日小綬章[8]
  - 11月18日 - 明治二十七八年従軍記章[8]
- 1901年（明治34年）12月28日 - 勲三等旭日中綬章[8][19]
- 1902年（明治35年）5月10日 - 明治三十三年従軍記章[20]
- 1906年（明治39年）4月1日 - 功二級金鵄勲章・明治三十七八年従軍記章[21]
- 1907年（明治40年）9月21日 - 男爵 [22]
- 1909年（明治42年）5月25日 - 勲一等瑞宝章[23]
- 1910年（明治43年）7月16日 - 貴族院議員章[24]
- 1915年（大正4年）11月10日 - 大礼記念章[25]

## 親族
- 妻：山内婉子（しずこ） - 近藤真琴の娘[26][27]
- 養嗣子：山内志郎 - 北古賀竹一郎の四男[27]